# غابرييلا باروس
غابرييلا باروس (بالإسبانية: Gabriela Barros)‏ هي متسابقة ملكة الجمال وعارضة تشيلية، ولدت في 28 نوفمبر 1980 في فينيا ديل مار في تشيلي.